# Villa Vicentina
Villa Vicentina är en ort och tidigare kommun i kommunen Fiumicello Villa Vicentina i provinsen Udine i regionen Friuli-Venezia Giulia i Italien. 
Villa Vicentina upphörde som kommun den 1 februari 2018 och bildade med den tidigare kommunen Fiumicello den nya kommunen Fiumicello Villa Vicentina. Den tidigare kommunen hade 1 368 invånare (2017).